# Spathuliger emmerezi
Spathuliger emmerezi är en skalbaggsart som först beskrevs av Stefan von Breuning 1948.  Spathuliger emmerezi ingår i släktet Spathuliger och familjen långhorningar. Inga underarter finns listade i Catalogue of Life.